# Playa de la Arena
Playa De La Arena ("homokos strand") üdülőhely a kanári-szigeteki Tenerife sziget nyugati részében, Santiago del Teide önkormányzatban,  Los Gigantes és Puerto Santiago üdülőhelyektől délre.
Playa de la Arenából láthatók Los Gigantes monumentális tengerparti sziklafalai. A turistákat rengeteg étterem, bár és bolt szolgálja ki. A tengerpart természetes fekete vulkanikus homok. Ez az egyik legtisztább strand a szigeten, amiért számos alkalommal nyerte el az európai Kék Szalagot.
Évente sokezer turista érkezik ide, a legtöbben Spanyolországból és az Egyesült Királyságból. Három fő szállodája van: a 432 szobás Hotel Playa La Arena hotel, a 319 apartmannal rendelkező Barcelo Varadero és a 142 szobás Bahia Flamingo.

## Fordítás
- Ez a szócikk részben vagy egészben  a   Playa de la Arena című angol Wikipédia-szócikk ezen változatának fordításán alapul.  Az eredeti cikk szerkesztőit annak laptörténete sorolja fel. Ez a jelzés csupán a megfogalmazás eredetét és a szerzői jogokat jelzi, nem szolgál a cikkben szereplő információk forrásmegjelöléseként.